# Victor Makanju
Victor Gbolahan Makanju (* 22. März 1985) ist ein nigerianischer Badmintonspieler. 

## Karriere
Victor Makanju gewann bei den Afrikaspielen 2011 Gold mit dem nigerianischen Team. Bei den Afrikameisterschaften gewann er 2012 Bronze sowie 2013 und 2014 Silber. Zusammen mit Joseph Abah Eneojo gewann er Gold im Herrendoppel bei dem Kenya International 2013.